# Karlaplan (plein)

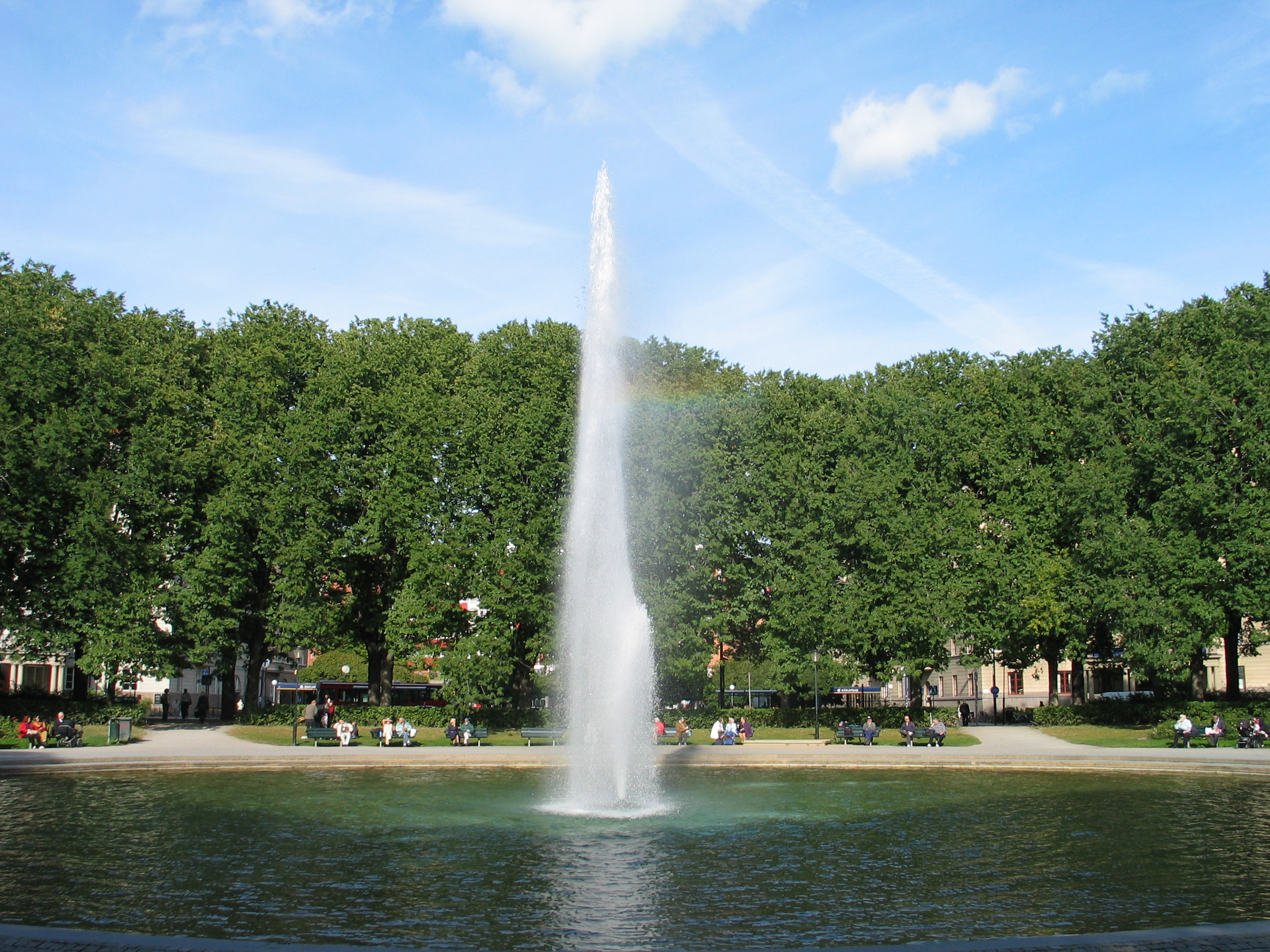
De fontein op het Karlaplan

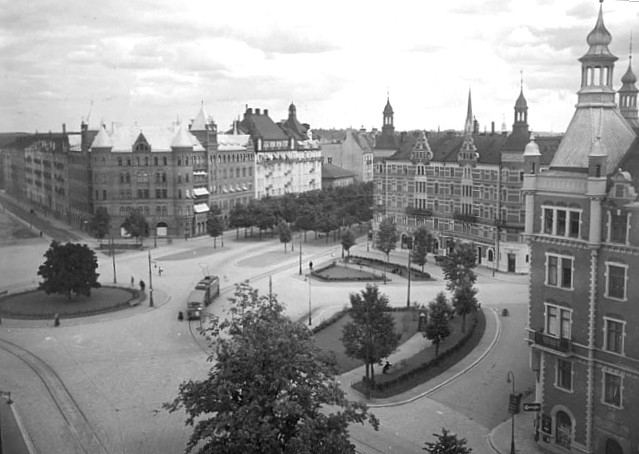
Karlaplan gezien van de Karlavägen

Het Karlaplan ("Karelsplein") is een plein in de wijk Östermalm in Stockholm. Het is ontworpen door de Zweedse architect Lindhagen, die zich liet inspireren door de Place de l'Étoile in Parijs. De aanleg van het plein begon rond 1890, maar het kreeg pas in de jaren dertig zijn huidige vorm: een grote rotonde met in het midden een door bomen omzoomde vijver. Het plein is vernoemd naar de diverse koningen van Zweden die Karel heetten, zoals Karel X, Karel XI en Karel XII.
August Strindberg woonde er tussen 1901 en 1908. Tijdens de Eerste Wereldoorlog werd het plein als moestuin gebruikt. Tegenwoordig is het een van de meest exclusieve en dure woongebieden in Stockholm, ook vanwege de ligging pal naast het Koninklijke park Djurgården. Metrolijn 13 heeft een halte op het plein.